# Dallara SF23
El Dallara SF23 es un chasis monoplaza de carreras desarrollado por el fabricante italiano Dallara, con el fin de que se usara en el Campeonato de Super Fórmula Japonesa. Hizo su debut en 2023, reemplazando al  Dallara SF19, como el chasis principal utilizado en Super Formula.

## Historia
El monoplaza SF23 se presentó el 13 de diciembre de 2022. El automóvil se desarrolló a través de siete sesiones de prueba, cubriendo 10.000 km.

## Especificaciones
Comparado con su antecesor, el SF23 presenta importantes diferencias aerodinámicas para garantizar una mayor posibilidad de adelantamiento. Se modifican los alerones, pontones y fondo. Al igual que el SF19, estará equipado con motores suministrados por Honda o Toyota.
Para algunos componentes de la carrocería se utilizan materiales derivados de fibra de lino, corcho y fibra de carbono reciclada. Esto permite una reducción del 75% en las emisiones de dióxido de carbono en el proceso de producción.